# 岡嶋二人
岡嶋二人（日语：／ Okajima Futari）是兩位推理作家井上泉（日语：／ Inoue Izumi）及德山諄一（日语：／ Tokuyama Junichi）所用的筆名。井上泉，1950年12月9日—，福岡縣人，曾從事電影製作及記者等。德山諄一，1943年8月1日—，東京都人，法政大學經濟學系肄業。
以岡嶋二人为笔名发表的作品有28部，包括27部小说。岡嶋二人是与岛田庄司其名的推理小说作家，有“分尸的岛田，绑架的岡嶋”之称。

## 生平
二人於1981年以《希望明天好天氣》落選江戶川亂步獎。翌年以《寶馬血痕》获選第28屆江戶川亂步獎，在推理文壇正式出道。後來，二人又出版了《第七年的恐嚇信》，這三本小說都是以日本賽馬為主題。不過這類型的小說未能得到大眾的青睞，二人於是轉為改寫以綁架為主題的小說，因此有「綁架的岡嶋」之稱。
1989年，二人憑《99%的誘拐》獲得吉川英治文學新人獎。同年，《克萊因壺》出版之後，搭檔正式解散。井上泉開始以筆名井上夢人進行小說創作。
按照井上的说法，二人的合作基本上是由一人想出点子，然后交给另一人改良，再交还给另一人再做改良，以“滚雪球”式不断进行下去。德山主要负责的是伏线的设置，以及一些具体的细节部分，井上据此撰写整个故事。《克萊因壺》是这个笔名发表的最后一部作品，但据井上的回忆录，这是由他自己一个人写的。

## 作品一覽

### 長編小説
- 1982年：（寶馬血痕,1992年3月 林白）
- 1983年：（第七年的恐嚇信）
- 1983年：（希望明天好天氣）
- 1984年：（錦標賽）
- 1984年：（不管怎樣躲藏）
- 1985年：（巧克力遊戲, 2010年9月 獨步文化）
- 1985年：
  - 1989年：
- 1985年：
- 1985年：
- 1986年：
- 1986年：
- 1987年：
- 1987年：
- 1987年：
- 1987年：
- 1988年： - 捜査0課シリーズの第一作
- 1988年：
- 1988年：（99%的誘拐, 2010年5月 獨步文化）
- 1989年：
- 1989年： - 捜査0課シリーズの第二作
- 1989年：（克萊因壺, 2011年5月 獨步文化）

### 連作短編集
織田貞夫（おださだお）和土佐美郷（とさみさと）的「山本山系列」
- 1984年：（該死的星期五, 1988年1月 希代推理）
  - 【收錄作品】三度目ならばＡＢＣ / 電話だけが知っている / 三人の夫を持つ亜矢子 / 七人の容疑者 / 十番館の殺人/ プールの底に花一輪
    - (該死的星期五 / 都是電話惹的禍 / 死了一個丈夫 / 七個嫌疑犯 / 十番館 / 游泳池裡的秘密)
- 1985年：

### 短編集
- 1984年：
  - 【收錄作品】 罠の中の七面鳥 / サイドシートに赤いリボン / 危険がレモンパイ / がんじがらめ / 火をつけて、気をつけて / 開けっぱなしの密室
- 1985年：
- 1986年：
  - 【收錄作品】 記録された殺人 / バッド・チューニング / 遅れて来た年賀状 / 迷い道 / 密室の抜け穴 / アウト・フォーカス
- 2011年：
  - 【收錄作品】 記録された殺人 / こっちむいてエンジェル / 眠ってサヨナラ / バッド・チューニング / 遅れて来た年賀状 / 迷い道 / 密室の抜け穴 / アウト・フォーカス / ダブル・プロット - 『記録された殺人』に未収録の三編（シリーズ連作「こっちむいてエンジェル」、「眠ってサヨナラ」、企画物の「ダブル・プロット」）を加えた再編集版で岡嶋二人最後の短編集